# Platanthera psycodes
Platanthera psycodes là một loài lan phân bố từ miền Đông Canada cho đến miền Đông trung tâm và Đông Bắc Hoa Kỳ. 

## Hình ảnh

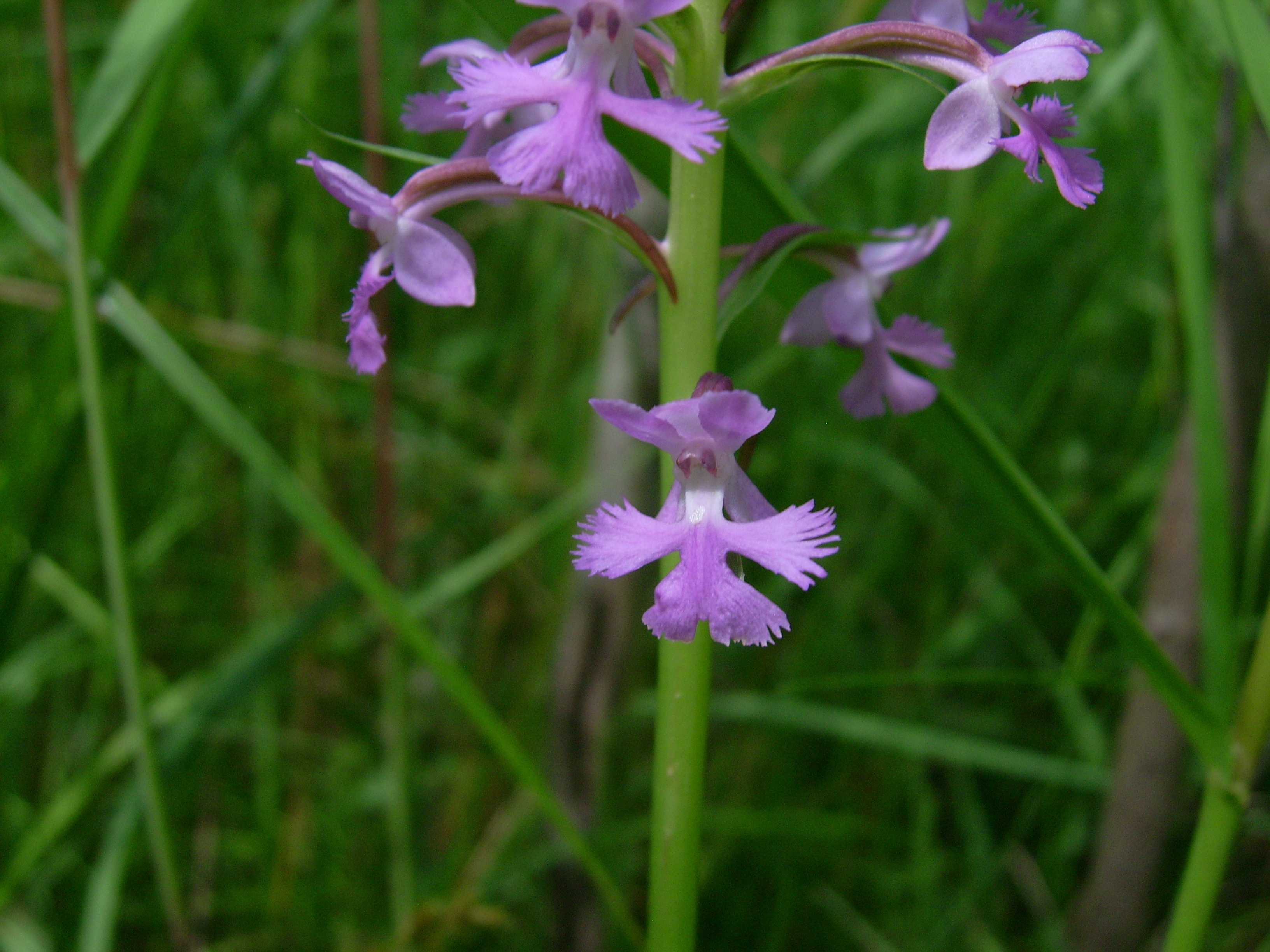
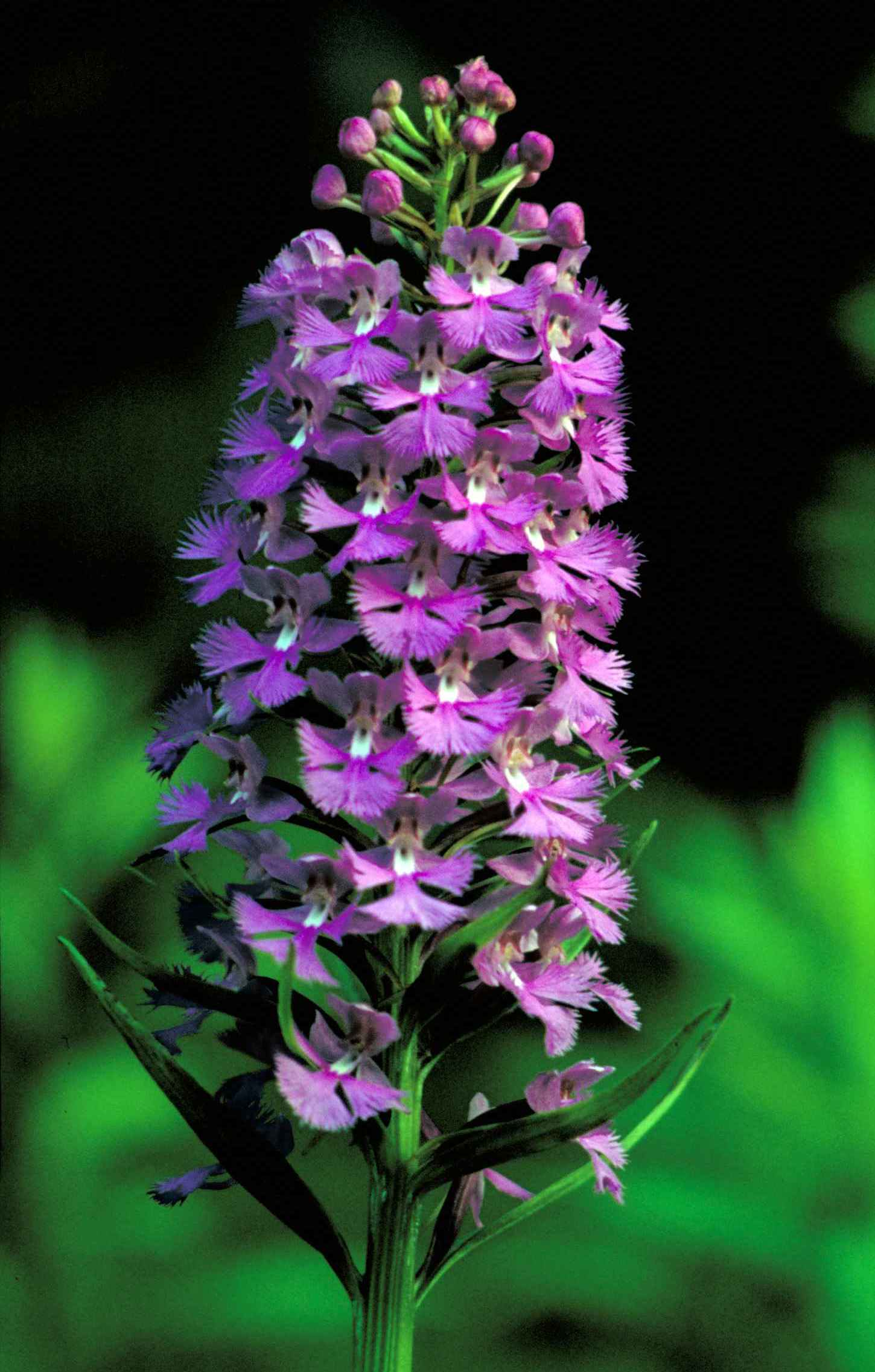
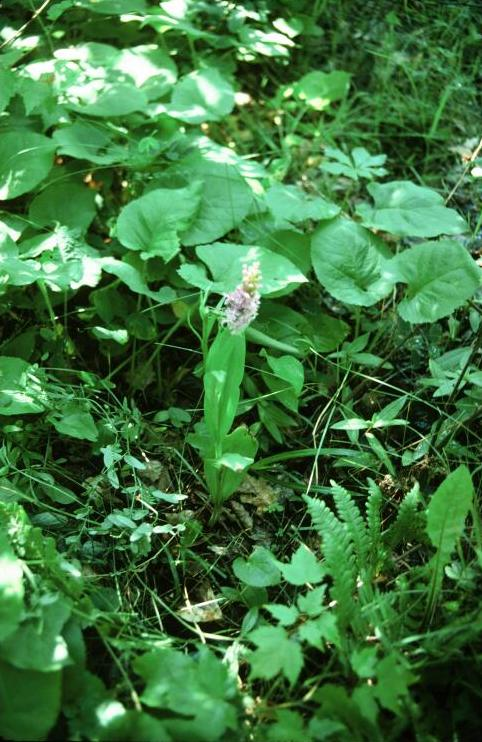
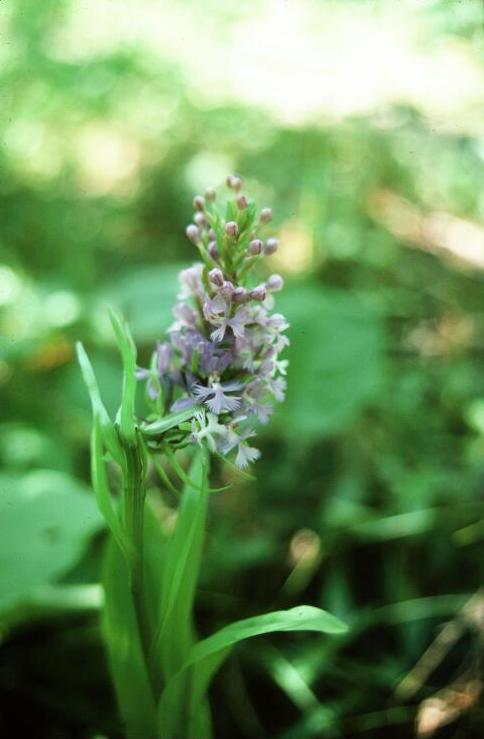